# ラーウィック
ラーウィック (Lerwick) は、イギリス本土から北の沖合約160kmに位置する、シェトランド諸島の唯一の町であり州都。
人口は約7千人。メインランド島の東側にある港町である。17世紀にニシン漁のために建設された町であり、現在でも漁港となっている。アバディーンの北約340km、ベルゲンの西約370km、トースハウンの東約370kmにある。
シェトランド諸島内のほか、フェロー諸島、オークニー諸島、ノルウェーとの間にフェリー航路が開設されている。
ラーウィックの町の名前は、古ノルド語に由来するものであり、実際にノルン語は19世紀までシェトランド諸島で使用されていた。
ラーウィックにはラジオ局が一局 (SIBC) ある。

## 行事
毎年1月の最終火曜日には、バイキングの伝統を祝う火祭り、ウップヘリーアー（Up Helly Aa）が行われている。祭りの名は、古ノルド語で長い冬の終わりを意味するもので、1890年代から続けられている。男らが毎年新調したバイキングの衣装でイミテーションの斧を持って行進し、さらに夜にはバイキング衣装に限らず町の住民の参加者が増え、千を超える人間が斧に代えてタイマツを持ってバイキング船に模した船を前面に行進し、最後に大きな焚火に船をくべる。

## 観光
前述のウップヘリーアーの他、市庁舎にはシェトランドの歴史上の人物を描いたステンドグラスが窓にはめ込まれている。